# Anna Langfus
Anna Langfus (født 2. januar 1920 i Lublin, død 12. maj 1966 i Paris) var en polsk-fransk forfatter, der i 1962 fik Goncourtprisen for romanen Les Bagages de sable.